# ハロルド・ゴスネル
ハロルド・コルネリウス・ゴスネル（Harold Cornelius Gosnell、1908年7月17日 - 1999年7月18日）は、第5代米国聖公会テキサス州西部教区主教であり、1968年12月31日から1977年3月1日まで務めた。

## 若年期と教育
1908年7月17日、アメリカ合衆国のニューヨーク州シラキュースにおいてコルネリウス・パーソンズ・ゴスネルとキャリー・フォーセットの息子として生を受ける。シラキュース中等教育学校で教育を受けたゴスネルは、のちにシラキュース大学で勉学に励み、1930年に教養学士号を取得して卒業した。その後、マサチューセッツ州ケンブリッジの米国聖公会神学校で聖職者になるための訓練を修了し、1933年に神学博士号を取得した。1956年にはユニバーシティ・オブ・ザ・サウスより名誉神学博士の称号を授与された。1932年8月29日にマージョリー・O・アダムスと結婚し、2人の子供をもうけた。

## 経歴
セントラル・ニューヨークのチャールズ・フィスク主教より、1933年4月に執事、同年11月に司祭にそれぞれ叙任された。1933年から1936年までニューヨーク州マーセラスのセント・ジョーンズ教会で教区牧師として仕え、1936年から1938年までニューヨーク州オスウェゴ郡フルトンのオールセインツ教会の教区牧師となった。1948年までネブラスカ州リンカーンのホーリー・トリニティ教会の教区牧師を務めた後、サンアントニオのセント・マーク監督教会の教区牧師に任命され、20年間務め上げた。第二次世界大戦の最中に従軍牧師として入隊し、南太平洋地域において2年間務めた。1968年7月31日に海軍大尉を退任するまでアメリカ海軍予備員（United States Navy Reserve）の現役将校に留まった 。

## 主教職
1968年5月1日にセント・マーク監督教会で開催された評議会の特別会合において、テキサス州西部教区の補佐司祭に選出された。その後の同年9月11日、サンアントニオ・コンベンションセンターにおいてジョン・エルブリッジ・ハインズ総裁主教によりテキサス西部教区主教に叙任された。同年12月31日に教区主教を継承し、1977年3月1日に退任するまで主教職を務めた。その他にヴェンチャー・イン・ミッション（Venture in Mission）の副委員長も務めた。91回目の誕生日を迎えた翌日の1999年7月18日、サンアントニオにある自宅で没した。